# 加兴站
加兴站（德語：U-Bahnhof Garching）是慕尼黑地铁6号线位于大学城加兴的一座车站，是离开慕尼黑进入加兴的第二个地铁站，毗邻加兴镇中心。车站装饰由Jürgen Pichler、Lieselotte和Ralf Hanrieder负责设计，采用加兴的代表色白色、红色和绿色。